# I misteri di Praga
I misteri di Praga è un romanzo di genere giallo storico della scrittrice italoamericana Ben Pastor. Ambientato tra la Boemia e la Moravia in coincidenza con lo scoppio della prima guerra mondiale, è il primo romanzo del breve ciclo avente come protagonisti i personaggi del tenente Karel Heida e del medico Solomon Meisl. Il romanzo seguente è La camera dello scirocco.

## Struttura
Il romanzo è diviso in cinque parti, ognuna delle quali racconta un'indagine a sé stante. L'unità globale del volume è però garantita dal breve tempo narrativo, che copre continuativamente poco meno di due mesi (tra fine giugno e inizio agosto 1914), e dalla presenza dei due personaggi principali, il tenente Karel Heida e il medico Solomon Meisl, ai quali è costantemente affidata l'azione.

## Parte prima: Una morte in Boemia
In esergo un proverbio yiddish: Quello che si ha, non interessa; quello che si vuole, non si ha.

### Titolo
Il titolo sembrerebbe un omaggio al quasi omonimo racconto di Arthur Conan Doyle, Uno scandalo in Boemia: Karel Heida infatti è un appassionato lettore delle avventure di Sherlock Holmes.

### Trama
Il tenente dei Lancieri Karel Heida, giovane conte di origine ceca in forza all'esercito austroungarico, riceve dal suo superiore colonnello Trott l'incarico di svolgere discrete indagini sulla scomoda morte della principessa Rodomanavskaya. La donna, moglie dell'aiutante di campo del principe ereditario, è stata colpita al capo con un candeliere; il suo corpo è stato ritrovato da una cameriera all'interno della stanza dell'elegante albergo di Karlsbad in cui soggiornava. Il marito, con il quale aveva tempestosi rapporti, risulta essersi allontanato dalla città a causa dei suoi impegni ufficiali: anche se a nessuno piace pensarlo, è lui il principale indiziato. L'intera faccenda richiede pertanto estrema discrezione: la causa di morte divulgata infatti non è quella reale, e persino la cameriera viene rispedita nel suo Paese d'origine, la Serbia.
 Con l'aiuto di Solomon Meisl, il medico chiamato sul luogo del delitto, Karel Heida avvia l'indagine e riesce a ricostruire l'accaduto, identificando il colpevole: ma l'attentato di Sarajevo contro il principe ereditario Francesco Ferdinando d'Austria e la susseguente minaccia di guerra impediranno di arrestalo e di perseguirlo legalmente.

## Parte seconda: Il mistero del  mercante
In esergo, una citazione da Un medico di campagna di Franz Kafka: Non puoi mai sapere quello che potresti scoprire in casa tua.

### Titolo
Il titolo fa riferimento alla vittima di turno, un ricco mercante ebreo convertito al cattolicesimo per amore della donna che stava per sposare.

### Trama
La dichiarazione di guerra è imminente: Karel Heida è tornato a Praga in attesa della mobilitazione e divide il suo tempo tra la caserma e la casa di famiglia sulla via Nerudova, nel quartiere di Malá Strana. Anche Solomon Meisl è tornato in città, lasciando lo studio di Karlsbad, perché spera di arruolarsi come medico militare. I due vengono coinvolti in una nuova indagine: sulla riva del fiume è stato rinvenuto il corpo di un uomo annegato; si tratta di Mark Lipman, un mercante di pelli la cui ricca attività si estendeva anche a Vienna e Buda. Più che un incidente, sembrerebbe un suicidio, all'uomo però mancava il motivo per togliersi la vita: aveva appena firmato un importante contratto con l'Esercito ed era sul punto di sposarsi. I Lipman ed un amico di Mark, l'avvocato e scrittore Franz Kafka, nutrono parecchi dubbi su questa morte e chiedono a Meisl di indagare informalmente.
 Scavando più a fondo nella vita del mercante si scopre in effetti qualcosa di strano: Mark Lipman era ebreo e si era convertito, facendosi addirittura battezzare all'insaputa di tutti; sembrava inoltre preoccupato riguardo ad una tendenza ereditaria alla tisi presente nella sua famiglia. Quando nel taschino della sua giacca viene ritrovato un biglietto fradicio ma ancora leggibile che contiene affermazioni più che compatibili con il suicidio, il caso pare davvero chiuso. Tuttavia Heida, appena distratto dall'inizio della sua relazione con una famosa cantante, e Meisl, che ha indagato con tenacia anche presso la famiglia della fidanzata di Lipman, finiscono per trovare un'altra soluzione: Mark Lipman in effetti è stato ucciso e l'omicidio, per quanto non premeditato, ha un movente di carattere personale. Al termine di un furioso inseguimento a cavallo l'assassino viene catturato e consegnato alla giustizia.

## Parte terza: Il mistero di Novy Svyet
In esergo, un proverbio yiddish: Se studi tutto troppo da vicino, tutto è impuro.

### Titolo
Novy Svyet è un quartiere di Praga, il cui nome significa "Nuovo Mondo". Nel titolo è implicito un gioco di parole, dato che il vero Nuovo Mondo, ovvero l'America, riveste una certa importanza nella soluzione del caso.

### Trama
Nel quartiere periferico di Novy Svyet viene ritrovato il corpo di una ragazza a cui hanno sparato: indossa abiti eleganti, manca la borsetta. Successivamente la ragazza viene identificata: non si tratta di una gentildonna, come l'abbigliamento avrebbe fatto pensare, bensì di una cameriera di nome Rosa Schulz, occasionalmente dedita alla prostituzione; vivace e molto graziosa, di recente era diventata la beniamina di parecchi giovani ufficiali dell'Esercito. L'autopsia rivela che la ragazza era incinta da un paio di mesi e questo, assieme alla notizia che sul luogo del delitto è stato visto un uomo con giacca e bombetta neri, apre qualche prospettiva.
 Heida e Meisl vengono coinvolti per caso nell'indagine, ma la loro partecipazione risulterà risolutiva. Anche la sorella di Karel, Didi, fornisce un utile contributo: esperta di moda e avida lettrice di riviste, analizza tutti i capi d'abbigliamento della vittima e ne identifica la probabile provenienza; parte della biancheria intima sembra di produzione straniera.
 Seguendo labili tracce, Heida trova il luogo ove la ragazza è stata uccisa prima di essere abbandonata a Novy Svyet, ricostruendo l'accaduto e identificando con certezza i colpevoli dell'omicidio. Scopre anche che l'uomo con la bombetta nera altri non è se non un investigatore di Chicago, giunto in Europa sulle tracce di un assassino di prostitute che negli Stati Uniti aveva già fatto parecchie vittime. L'uccisione di Rosa Schulz si riconnette dunque a questi e ad altri casi verificatisi nei dintorni di Praga una decina di anni prima. Averlo scoperto non condurrà all'arresto dei responsabili: l'assassino e il suo complice hanno lasciato la città, dirigendosi verso il confine con la Russia, Paese che la guerra imminente pone al di fuori di qualunque possibilità di inseguimento.

## Parte quarta: Il mistero del "Maharal"
In esergo, una citazione da Il cacciatore Gracco di Franz Kafka: Storie vecchie, vecchie. Tutti i libri ne sono pieni.

### Titolo
Il termine "Maharal" è l'abbraviazione di un'espressione ebraica che significa "Nostro rabbino e maestro": era il titolo di rispetto dato al pio rabbino Judah Loew, vissuto a Praga (dove ancora si trova la sua tomba) nel secolo XVI.

### Trama
La guerra è sempre incombente; a Praga la vita scorre come al solito, mentre i giovani ufficiali scalpitano all'idea di entrare in azione. Meisl invece non nutre altrettanto entusiasmo e per il momento la sua attenzione si concentra su altre cose: è incuriosito da una serie di strane morti, tutte abbastanza violente, avvenute in varie parti della città. In uno dei cantieri aperti per la ristrutturazione del quartiere ebraico l'operaio Antonin Mrazek è stato schiacciato da un blocco di cemento non appartenente al muro che stava smantellando; nella stalla annessa ad un caffè che è anche covo politico e rifugio di marxisti, il fratello del proprietario, Vladimir Jonasch, ha avuto il cranio sfondato dal calcio di una cavalla generalmente nota per la sua mitezza; e infine Simon Koppel, impiegato in una società di assicurazioni, è caduto dalla finestra stretta e altissima di un bagno nell'edificio in cui lavorava. Non si tratta di incidenti, bensì di omicidi. 
Pazienti ricerche sulla vita delle vittime finiscono per mettere in luce l'unico particolare comune: i tre uomini erano fermamente antisemiti; per Koppel, di origine ebraica, c'è l'aggravante dell'abbandono delle proprie tradizioni culturali e religiose.
 In cerca di ulteriori informazioni, Heida e Meisl si rivolgono alla sinagoga Vecchia-Nuova, la più grande della città, dove però il giovane rabbino Nathan Breitman non è in grado di offrire grande aiuto. Parlare con lui si rivelerà comunque utile a scoprire le tracce dell'assassino, un rifugiato di origine russa forse poco sano di mente, le cui motivazioni restano incerte.
 Su questa soluzione concreta del caso si allungano però le ombre di qualcosa di diverso e assai meno razionale: il Golem della leggenda, il tradizionale difensore degli ebrei. Mentre la guerra viene finalmente dichiarata ed inizia la mobilitazione, il mistero sfuma e rimane sospeso.

## Parte quinta: Una morte in Moravia
In esergo, un proverbio yiddish: Se ti dicono morto, sei sepolto.

### Titolo
Il titolo fa riferimento al luogo geografico in cui, nel racconto, la morte di alcuni soldati assume aspetti inquietanti.

### Trama
Da Auspitz in Moravia, ove si trova accampato il suo reggimento, Karel Heida invia all'amico Solomon Meisl un telegramma contenente l'invito a raggiungerlo. Per questa convocazione Heida ha avuto il permesso dei suoi superiori: sono accaduti gravi fatti che rendono necessaria la presenza di un medico e Meisl, competente e discreto, è la persona più adatta. In sostanza si tratta di indagare sulla strana morte di un soldato di nome Milosh, intenzionalmente ucciso dal suo compagno di tenda Plogoivitz che gli ha piantato un chiodo da maniscalco nella tempia; Plogoivitz non nega la propria responsabilità, ma sostiene che Milosh fosse già morto da almeno due anni. Prima di poter essere interrogato l'assassino si suicida, gettandosi a capofitto in un pozzo, e dopo esser stato sepolto ai margini del campo, anche il suo corpo viene profanato: qualcuno gli pianta in testa il chiodo di fissaggio di una tenda, provocando una fuoriuscita di sangue la cui quantità risulta troppo abbondante e innaturale. Sembrerebbe insomma di avere a che fare con vampiri o morti viventi e in effetti una breve ricerca presso i registri della chiesa locale mostra anche per il passato una lunga serie di inspiegabili decessi, con numerosi riferimenti a persone che sarebbero state sepolte due volte.
 Meisl, poco incline alla superstizione, offre però una soluzione alternativa, secondo la quale lo strano comportamento e la morte dei soldati potrebbero essere stati causati da condizioni patologiche, probabilmente indotte da alcolismo o intossicazione da erbe. Questa interpretazione razionale pare confermata quando un breve viaggio al villaggio natale di Milosh dimostra come un paio d'anni prima il soldato avesse sparso la voce della propria morte dopo aver ucciso la madre e la sorella. Anche i responsabili della profanazione del corpo di Plogoivitz vengono scoperti e puniti.
 Nell'intera questione rimangono ugualmente alcuni lati oscuri, ma la cupa follia della guerra contribuirà ben presto a farli dimenticare.

## Personaggi
- Karel Czernin Heida. Conte e tenente dell'esercito austrungarico. Meno che venticinquenne, appartiene ad un'aristocratica famiglia originariamente protestante, ma convertita al cattolicesimo sin dal secolo XVIII. La giovane età lo rende ancora fiducioso e ingenuo; per lui la guerra promette di essere un'avventura entusiasmante e piena di gloria. Ovviamente non è un vero investigatore, ma nell'indagare su morti sospette e misteriose è costantemente guidato dal suo amore per la verità.

- Solomon Meisl-Horowitz. Medico ebreo, specialista in malattie del sistema riproduttivo. Dopo un'infanzia povera, è un cinquantenne elegante e distinto che ha raggiunto il benessere economico grazie alla sua professione. Di carattere discreto e pacato, è essenzialmente un uomo di scienza, ma possiede curiosità ed elasticità mentale sufficienti a fargli prendere in considerazione qualunque possibile soluzione dei misteri che si trova a dover investigare.

- Pavel Lukasch e Jiri Vìlem. Colleghi di Heida nell'VIII Corpo d'Armata. Come lui sono giovani; le loro energie sono tutte dedicate all'esercito e alle frequentazioni femminili.

- Polyxena Kinska. Giovane e bellissima, soprano molto popolare a Praga, dove miete successi tanto sul palco quanto in società. Per un breve e felice periodo è l'amante di Karel Heida.

- Johann Leopold von Trott. Colonnello dell'esercito, è uno dei superiori di Heida. Burbero, irascibile, tradizionalista e molto conservatore, le cose per le quali dimostra meno capacità di sopportazione sono la stupidità e il lassismo nei ranghi. Fuma spesso sigari toscani, abitudine presa quando si trovava in Italia nel 1870, come volontario in difesa del Papa.

- Drahomira Heida (detta Didi). Sorella maggiore di Karel, verso il quale prova molto affetto e un sano antagonismo risalente all'infanzia. Non bella in senso classico, è però arguta e intelligente. Adora giocare a tennis.

## Cronologia
Parte prima: Karlsbad, dal 25 giugno al 28 giugno del 1914

Parte seconda: Praga, dall'8 luglio al 16 luglio del 1914

Parte terza: Praga e Podol, dal 18 luglio al 22 luglio del 1914

Parte quarta: Praga, dal 26 luglio al 28 luglio del 1914

Parte quinta: Moravia, 5 agosto del 1914, e giorni seguenti.

## Postfazione
L'edizione italiana del romanzo è corredata da una postfazione scritta da Alessandra Calanchi, ricercatrice di lingue e letterature angloamericane presso l'università di Urbino, esperta di detection e di vari aspetti della letteratura ebraica. In quelle pagine, intitolate "Senza uno straccio di prova né l'ombra di un movente", si afferma risolutamente che malgrado l'apparente frammentarietà I misteri di Praga è un vero e proprio romanzo, una sorta di "dramma teatrale in cinque atti". Le varie parti sono poi analizzate mettendo in luce il rapporto tra Storia e Letteratura, con particolare attenzione alle influenze derivate dall'opera di Conan Doyle.

## Edizioni italiane
- Ben Pastor, I misteri di Praga, traduzione di Paola Bonini, postfazione di Alessandra Calanchi, Hobby & Work Publishing, 2002,  p. 303, ISBN 88-7133-513-9.
- Ben Pastor, I misteri di Praga, collana Mystery Pocket, traduzione di Paola Bonini, postfazione di Alessandra Calanchi, Hobby & Work Publishing, 2003,  p. 303, ISBN 9788871333410.
- Ben Pastor, I misteri di Praga, traduzione di Paola Bonini, postfazione di Alessandra Calanchi, Hobby & Work Publishing, 2009,  p. 303, ISBN 9788878518100.
- Ben Pastor, I misteri di Praga, collana Oscar Bestsellers, traduzione di Paola Bonini, con nuova introduzione, Mondadori, 1° giugno 2015,  p. 286, ISBN 9788804655107.
- Ben Pastor, I misteri di Praga, collana Il giallo Mondadori, traduzione di Paola Bonini, Mondadori, 18 febbraio 2021,  p. 352, ISBN 9788804739630.